# Liste der britischen Botschafter in der Schweiz

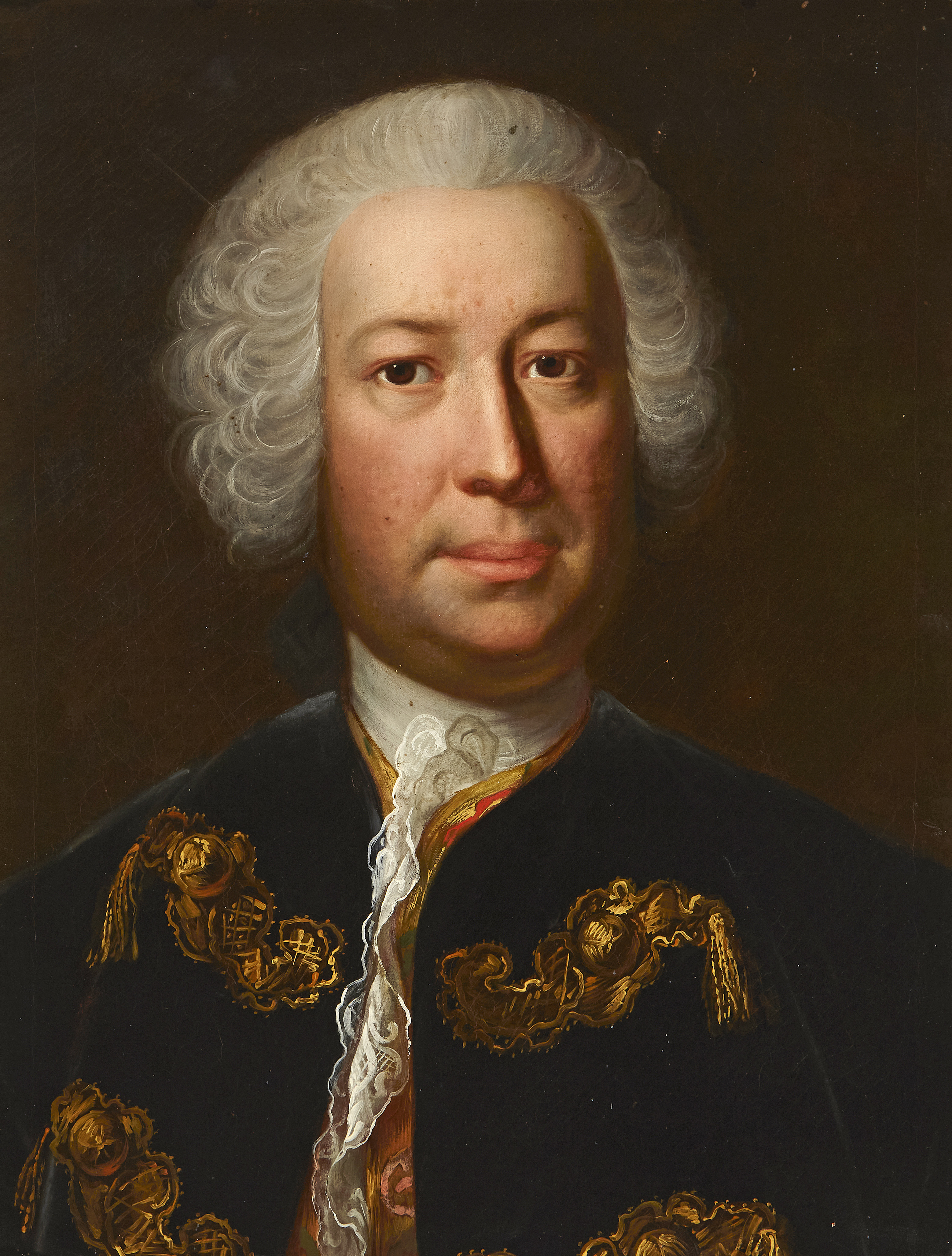
John Burnaby (1701–1774), englischer Ministerresident in Bern, Bildnis von Emanuel Handmann (1748)

Dies ist eine Liste der Botschafter des Vereinigten Königreichs in der Schweiz. Sitz der Britischen Botschaft in der Schweiz ist Bern. Bis 1953 hatten die Missionschefs den Titel „Gesandter“, bzw. „ausserordentlicher Gesandter und bevollmächtigter Minister“. Der Botschafter ist auch im Fürstentum Liechtenstein akkreditiert. 

## Missionschefs
Nur Britische Diplomaten (ab 1707)
| Staatenfolge für die Schweiz und das Vereinigte Königreich |                        |
| Schweiz                                                    | Vereinigtes Konigreich |
| Schweiz                                                    | Vereinigtes Königreich |

| Während der sog. «Franzosenzeit» zwischen 1794 und 1814 bestanden keine diplomatischen Beziehungen (entspricht der grün dargestellten Zeitspanne). |

### Britische Gesandte in derAlten Eidgenossenschaft(bis 1798)
- 1705–1714: Abraham Stanyan (1707–1714 auch in Graubünden)[1]
- 1715–1717: James Dayrolle Resident in Genf[1]
- 1716–1722: Francis Manning (1709–1713 auch in Graubünden)[1]
- 1717–1762: Armand Louis de St. George, 1717–1734 Minister in Genf; 1734–1739 Minister Resident in der Eidgenossenschaft und Graubünden
- 1738–1743: Sir Luke Schaub[2]
- 1743–1749: John Burnaby Minister[1][2]
- 1750–1762: Arthur Villettes Minister[1][2][3]
- 1762–1765: Robert Colebrooke Minister[1]
- 1763–1765: James, Count of Pictet Minister in der Republik Genf[1]
- 1765–1783: William Norton (abwesend 1769–1776)[2][3]
  - 1769–1776: Jean Gabriel Catt Geschäftsträger[1]
  - 1772–1774: Isaac Pictet Geschäftsträger[1][2]
  - 1777–1792: Louis Braun Geschäftsträger[1][2][3]
- 1792–1795: Lord Robert Stephen FitzGerald
- 1795–1797: William Wickham
- 1797–1797: James Talbot Geschäftsträger[3][4]

1797: Abbruch der diplomatischen Beziehungen

### Britische Gesandte in derHelvetischen Republik(1798–1803)
1797–1814: Keine diplomatischen Beziehungen

### Britische Gesandte in der Schweizer Eidgenossenschaft (1815–1848)
- 1814–1820: Stratford Canning
- 1820–1822: Edward Cromwell Disbrowe Geschäftsträger[3]
- 1822–1823: Henry Williams-Wynn
- 1823–1825: Sir Charles Richard Vaughan
- 1825–1832: Algernon Percy
- 1832–1847: David Richard Morier
- 1848–1849: Henry Wellesley, 1. Earl Cowley

### Britische Gesandte in der Schweiz (1848–1953)
- 1849–1851: Sir Edmund Lyons, 1. Baron Lyons[5]
- 1851–1852: Arthur Charles Magenis[5]
- 1852–1853: Sir Andrew Buchanan[5]
- 1853–1854: Charles Augustus Murray[5]
- 1854–1858: George John Robert Gordon[5]
- 1858–1867: Edward Harris[5]
- 1867–1868: John Lumley-Savile
- 1868–1874: Alfred Guthrie Graham Bonar
- 1874–1878: Edwin Corbett
- 1878–1879: Sir Horace Rumbold, 8. Baronet
- 1879–1881: Hussey Vivian
- 1881–1888: Francis Adams
- 1888–1893: Charles Scott
- 1893–1901: Frederick St John
- 1901–1905: Sir Conyngham Greene
- 1905–1909: Sir George Bonham, 2. Baronet
- 1909–1911: Henry Bax-Ironside

- 1911–1913: Esmé Howard
- 1913–1916: Evelyn Grant Duff

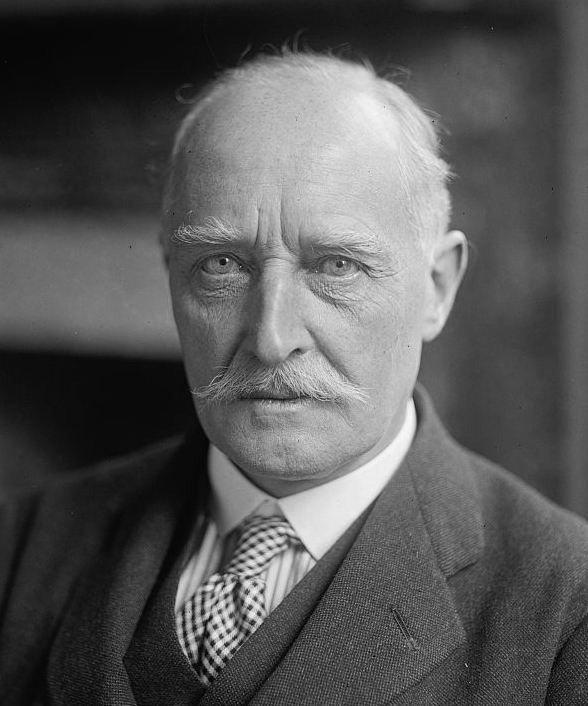
Esmé Howard (* 1863; † 1939)
Howard wurde 1924 Botschafter in den Vereinigten Staaten

- 1916–1919: Sir Horace Rumbold, 9. Baronet
- 1919–1922: Odo Russell
- 1922–1924: Sir Milne Cheetham
- 1924–1928: Rowland Sperling
- 1928–1931: Sir Claud Russell
- 1931–1935: Sir Howard Kennard
- 1935–1940: Sir George Warner
- 1940–1942: David Kelly[5]
- 1942–1946: Sir Clifford Norton[5]
- 1946–1950: Thomas Snow
- 1950–1953: Sir Patrick Scrivener[5]

### Britische Botschafter in derSchweiz(seit 1953)
- 1953–1953: Sir Patrick Scrivener
- 1953–1957: Sir Lionel Lamb[5]
- 1958–1960: Sir William Montagu-Pollock[5]
- 1960–1964: Sir Paul Grey[5]
- 1964–1968: Sir Robert Isaacson[5]
- 1968–1970: Henry Hohler[5]
- 1970–1973: Eric Midgley[5]
- 1973–1976: Sir John Wraight[5]
- 1976–1980: Sir Alan Rothnie[5]
- 1980–1982: Sir Charles Giffard[5]
- 1982–1984: John Powell-Jones[5][6]
- 1984–1988: John Rich[5][6]
- 1988–1992: Christopher Long[5][6]
- 1992–1997: David Beattie[5][6]
- 1997–2001: Christopher Hulse[5][6]
- 2001–2004: Basil Eastwood[5][6]
- 2004–2008: Simon Featherstone[5][6]
- 2008–2008: John Nichols[5][6]
- 2009–2013: Sarah Gillett[7]
- 2014–2017: David Moran[8]
- 2017–2023: Jane Owen
- Seit 2023: James Squire